# Eubranchus sanjuanensis
Eubranchus sanjuanensis är en snäckart som beskrevs av Roller 1972. Eubranchus sanjuanensis ingår i släktet Eubranchus och familjen Eubranchidae. Inga underarter finns listade i Catalogue of Life.